# マハーナンディン
マハーナンディン（サンスクリット語 महानन्दिन्、英語 Mahanandin）は、古代インドのマガダ国を中心とした帝国シシュナーガ朝の、最後の王とされる。シシュナーガ朝は、ナンダ朝によって、紀元前4世紀に滅ぼされたとされる。
プラーナ文献によると、マハーナンディンは、ナンダ朝の始祖となったマハーパドマの父である。しかし、プラーナ文献の記述は伝説的であって、歴史的事実として確定するだけの根拠はない。『マハーヴァンサ』には、シシュナーガ朝の王として、マハーナンディンの名は記されていない。